# Oshossi
Oshossi, ou Oxóssi dans le culte des orisha est une divinité originaire des traditions religieuses Yoruba (Iṣẹsé)Il est l'orisha de la chasse et des chasseurs. Il serait le plus jeune frère ou fils d'Ogun. 

## Importance dans les Amériques
Comme les autres orishas, Oshossi a pour origine les traditions religieuses d'Afrique de l'ouest. Cependant, son culte est presque oublié en Afrique, alors qu'il est vivace au Brésil et à Cuba. Il faut probablement y voir pour cause le fait que, au XIXe siècle, Ketu, en Afrique, a été complètement détruit et pillé et que ses habitants, adeptes d'Oshossi, ont alors été déportés comme esclaves au Brésil et à Cuba.  

## Caractéristiques

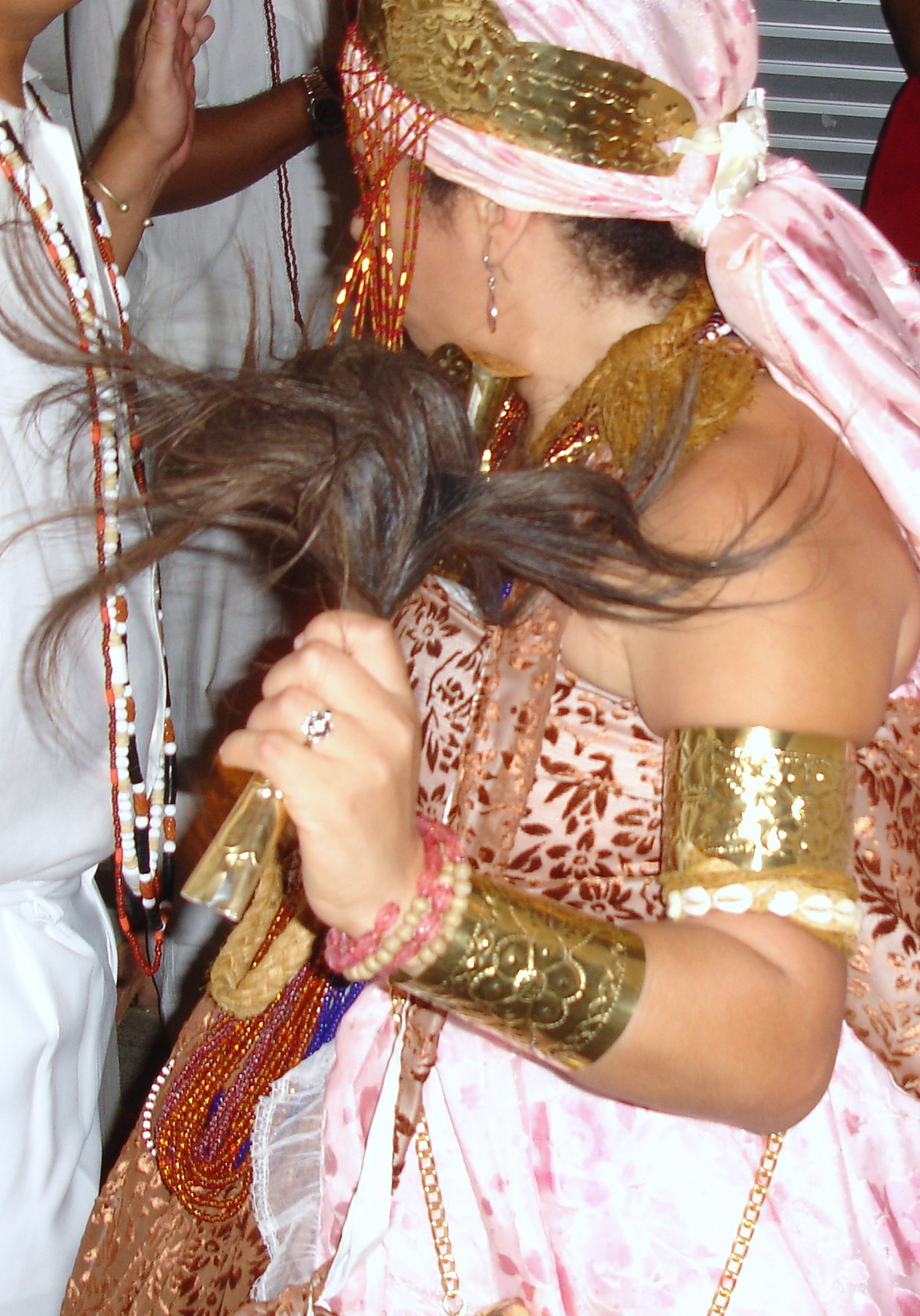
Erukere, associé en particulier à Oxóssi, dans le candomblé.

On le représente armé d'un arc et d'une flèche dans une main, et dans l'autre un erukere ; il s'agit de la queue d'un animal, symbole royal en Afrique, qui rappelle qu'il était un roi de Ketu.
Il est assimilé à Saint Georges à Salvador de Bahia, et à Saint Sébastien à Rio de Janeiro. Son jour est le jeudi.